# موليش (ماهرو)
مولیش (بالفارسية: مولیش) هي قرية تقع في إيران في قسم ماهرو الریفي. يقدر عدد سكانها بـ 45 نسمة بحسب إحصاء 2016.